# Sword Art Online
Sword Art Online (ソードアート・オンライン?, Sōdo Āto Onrain) è una serie di light novel scritta da Reki Kawahara e illustrata da abec, pubblicata da ASCII Media Works sotto l'etichetta Dengeki Bunko dal 10 aprile 2009. La storia segue le vicende di Kazuto Kirigaya, giovane videogiocatore online che in un futuro prossimo sperimenta le prime realtà virtuali MMORPG. Kawahara, sotto lo pseudonimo di Fumio Kunori, ha inizialmente pubblicato la serie sul web dal 2002 al 2008. Dall'opera sono stati tratti i manga pubblicati da Kadokawa, cinque serie di light novel spin-off, un film e numerosi videogiochi. L'edizione italiana della serie di light novel principale e dei manga è curata dall'etichetta J-Pop di Edizioni BD.
Un adattamento anime di venticinque episodi, prodotto da A-1 Pictures, è andato in onda in Giappone dal 7 luglio al 22 dicembre 2012. Uno special televisivo riassuntivo, chiamato Extra Edition, è stato diffuso il 31 dicembre 2013, mentre il sequel dell'anime, sempre prodotto da A-1 Pictures e intitolato Sword Art Online II, è stato trasmesso dal 5 luglio al 20 dicembre 2014. Un film d'animazione dal titolo Sword Art Online - The Movie: Ordinal Scale, ambientato tra la seconda e la terza stagione, è uscito nelle sale cinematografiche giapponesi il 18 febbraio 2017. La terza stagione dell'anime, Sword Art Online: Alicization, è stata trasmessa in due parti dal 6 ottobre 2018 al 19 settembre 2020. Tutte le produzioni anime sono state adattate in italiano da Dynit.
Sword Art Online ha riscosso un successo commerciale molto diffuso. Al 2022 più di 30 milioni di copie delle light novel sono state vendute in diversi paesi del mondo, tra cui Giappone, Cina, Corea del Sud, Thailandia, Stati Uniti, Canada, Brasile, Germania, Francia, Italia e Regno Unito. La serie anime ha ricevuto recensioni contrastanti da parte della critica, che in certi casi ne ha lodato le animazioni, la colonna sonora e l'esplorazione degli aspetti psicologici delle realtà virtuali, mentre in altri ne ha criticato il ritmo e la sceneggiatura.

## Trama
Sword Art Online (SAO) è una realtà virtuale di gioco di ruolo in rete multigiocatore di massa (VRMMORPG) pubblicata nel 2022: grazie al NerveGear, un casco in grado di stimolare i cinque sensi dell'utilizzatore tramite la manipolazione diretta del cervello, i giocatori possono impersonare e controllare il loro stesso personaggio nel gioco direttamente con la loro mente.
SAO viene aperto ufficialmente il 6 novembre 2022, ma gli utenti connessi si rendono conto che è impossibile disconnettersi. Il creatore del gioco, Akihiko Kayaba, si rivela uno psicopatico e li informa di averli imprigionati: se desiderano tornare ad essere liberi, deve essere raggiunto e superato l'ultimo livello del gioco (rappresentato dal 100º piano del castello volante di Aincrad, in cui si trova il boss finale), tuttavia in caso di game-over o di rimozione forzata del NerveGear, l'hardware causerà un coma cerebrale al giocatore per mezzo di scosse elettriche al cervello. I giocatori vengono subito ricoverati e nutriti artificialmente. Tra i tanti giocatori ad assistere alle parole di Kayaba, vi è Kazuto "Kirito" Kirigaya, uno dei 1.000 beta tester che aveva avuto la possibilità di provare il gioco in anteprima. Forte della sua precedente esperienza, Kirito si impegna a fondo per portare a termine il gioco da solo, ma col passare del tempo farà coppia con una giocatrice di nome Asuna di cui si innamorerà. Due anni dopo, il protagonista scopre l'identità di Kayaba in SAO, lo affronta e lo sconfigge una volta per tutte, guadagnandosi così sia la propria libertà sia quella degli altri giocatori ancora vivi.
Una volta tornato nel mondo reale, Kirito scopre però che 300 giocatori di SAO, Asuna inclusa, non si sono ancora risvegliati. Seguendo una pista secondo la quale Asuna si ritroverebbe imprigionata in un altro VRMMORPG chiamato Alfheim Online (ALO), Kirito partecipa anche a quest'altro gioco, all'interno del quale egli incontra per caso Leafa, ossia sua cugina Suguha. Con il suo aiuto, Kirito scopre che i giocatori intrappolati in ALO fanno parte di un piano ideato da Nobuyuki Sugō per eseguire degli esperimenti illegali sulla mente umana e trovare un modo per controllarla. Inoltre Sugō ha anche intenzione di sposare Asuna nel mondo reale per impadronirsi dell'azienda di suo padre, ragion per cui Kirito va su tutte le furie annientandolo sia in ALO che nella realtà. Una volta sconfitto Sugō nel mondo di ALO, il ghost program di Akihiko gli donerà "il seme", ovvero il programma di generazione dei mondi, dandogli la scelta di distruggerlo o di avvalersene. Kirito sceglierà, durante la festa nel pub di Agil, di renderlo disponibile al mondo intero, così che ognuno possa creare il suo mondo personale, e dare nuovo lustro alla categoria dei VRMMO, quasi portati all'estinzione per causa di Sugō.
Poco tempo dopo, Kirito gioca a Gun Gale Online (GGO) per investigare su alcune morti misteriose che stanno avvenendo nel mondo reale. Assistito da una giocatrice di nome Sinon che gli fa da guida in quest'altra realtà, Kirito identifica e segnala alle autorità i colpevoli dei vari omicidi, tra i quali vi sono anche alcuni ex membri di una gilda di assassini che egli aveva affrontato in SAO.
Successivamente Kirito viene assunto per testare il Soul Translator (STL), una macchina all'avanguardia caratterizzata da un'interfaccia molto più realistica e complessa di quelle provate da lui in precedenza. A differenza del mondo reale, nel mainframe della realtà virtuale — chiamata Underworld (UW) — di questa nuova tecnologia, il tempo scorre migliaia di volte più velocemente, e i ricordi di Kirito di ciò che accade al suo interno sono ristretti. Tuttavia Kirito viene gravemente ferito da uno degli assassini di SAO e finisce così per svegliarsi dentro Underworld senza potersi ricordare come si è ritrovato lì oppure come disconnettersi, lasciando il suo vero sé nel mondo reale in uno stato comatoso.

## Personaggi
Kirito (キリト?, Kirito) / Kazuto Kirigaya (桐ヶ谷 和人?, Kirigaya Kazuto)
Doppiato da: Yoshitsugu Matsuoka (ed. giapponese), Alessio De Filippis (ed. italiana)
Kirito è il protagonista di Sword Art Online ("SAO"). Essendo stato uno dei pochi beta tester, ha potuto provare il gioco prima del lancio ufficiale, e può infatti vantare un'incredibile esperienza e conoscenza di SAO. Qualche tempo dopo l'inizio del gioco, Kirito si unisce ad una gilda, nascondendo loro di essere un Beater (termine coniato da Kirito stesso per definirsi, che è l'unione di Beta Tester e Cheater), ma durante l'esplorazione di un dungeon cadono in una trappola, e i compagni di Kirito rimangono vittime di nemici molto più forti di loro. Kirito, sentendosi responsabile dell'accaduto, deciderà di continuare il suo viaggio verso il 100º piano da solo senza coinvolgere altri giocatori. Le abilità di Kirito miglioreranno ulteriormente quando, misteriosamente, un giorno noterà di avere accesso ad una skill sconosciuta e mai vista in SAO, la "dual wield"; per non provocare la rabbia o l'invidia di altri giocatori, cercherà di tenere nascosta quest'abilità.
Asuna (アスナ?, Asuna) / Asuna Yūki (結城 明日奈?, Yūki Asuna)
Doppiata da: Haruka Tomatsu (ed. giapponese), Francesca Manicone e Jolanda Granato (da Alicization) (ed. italiana)
Asuna è una delle prime persone con cui Kirito instaurerà un rapporto di amicizia. Asuna è famosa per la sua incredibile velocità, tanto da essere soprannominata "Asuna la saetta". Dopo il primo incontro con Kirito, i due si separeranno, e quando si incontreranno di nuovo, si scoprirà che Asuna è diventata uno dei vicecomandanti dei "Knights of Blood", la gilda più forte di tutta SAO. Inizialmente, l'unico pensiero di Asuna sarà quello di finire il gioco, ritenendo che ogni giorno passato lì dentro è un giorno perso nel mondo reale; questo fino a quando non si innamorerà di Kirito, rendendosi conto che nonostante sia un mondo virtuale, il rapporto è vero.
Heathcliff (ヒースクリフ?, Hīsukurifu) / Akihiko Kayaba (茅場 晶彦?, Kayaba Akihiko)
Doppiato da: Tōru Ōkawa / Kōichi Yamadera (ed. giapponese), Marco Balzarotti / Massimiliano Lotti (ed. italiana)
Kayaba è il direttore e creatore di Sword Art Online, nonché antagonista principale del primo arco narrativo. È a causa sua se i giocatori connessi a SAO non possono lasciare volontariamente il mondo virtuale tramite logout. Inoltre, impedisce la rimozione del NerveGear tramite terzi, poiché l'hardware distruggerebbe il cervello (attraverso un sistema che genera onde radio molto potenti) del giocatore in caso di rimozione forzata. L'obiettivo, a sua detta, è stato già raggiunto, ovvero quello della creazione di un vero e proprio mondo alternativo, e desidera limitarsi ad osservare lo svolgersi degli eventi. In linea con tali intenzioni, si nasconde sotto le rispettate vesti di Heathcliff, capo della gilda dei "Knights of Blood", partecipando attivamente nel mondo virtuale. Nonostante il proprio avatar abbia la protezione dell'immortalità, Kayaba non necessita strettamente di simili misure, poiché, in quanto creatore di SAO, conosce perfettamente tutte le sue meccaniche di gioco ed il modo migliore per contrastarle. Grazie a tale protezione, Kayaba sconfigge Kirito in un primo duello, ma viene scoperto dal ragazzo, il quale dimostra la sua immortalità all'intera gilda dei "Knights of Blood" quando, dopo il combattimento col boss del 75º piano, gli sferra un attacco a sorpresa che gli sarebbe risultato letale. Nonostante non sia ricorso alle sue vere fattezze per non farsi identificare, Kayaba dopo la sconfitta effettua una scansione totale del suo cervello per immettere la sua coscienza online ma ciò è stato fatale facendo sembrare il tutto un suicidio.

## Ambientazioni

Ripresa del castello fluttuante di Aincrad

- An incarnating radius Aincrad (アン・インカーネイティング・ラディウス?, An inkāneitingu radiusu)

Ambientazione dell'arco narrativo "Aincrad", volumi primo e secondo della light novel.
Location del VRMMORPG Sword Art Online, Aincrad è un enorme e fluttuante castello d'acciaio a forma conica, sviluppato su cento piani situati ad altrettanti metri di distanza l'uno dall'altro.
Ogni piano ospita città, numerosi borghi, piccoli villaggi, persino foreste, praterie e laghi. Tutti i piani sono anche composti da un dungeon con relativo labirinto, il quale, invece di districarsi sotto il suolo, si innalza in uno dei pilastri che sorreggono i piani. Una volta trovato e sconfitto il boss del piano, nella stanza compare una porta in grado di far raggiungere ai vincitori il piano successivo ed aprire così il portale del teletrasporto, situato al centro della “capitale” del piano, in modo da renderla accessibile a tutti i giocatori.
All'interno della capitale del primo piano, la “Starting City”, è presente una prigione per i cosiddetti “orange player” - ovvero coloro che infrangono le leggi sulla morale o sulla proprietà di Aincrad - e “red player” - i player killer, prevalentemente riuniti nella gilda Laughing Coffin - , oltre ad un enorme muro nero detto Muro della Resurrezione, dove sono trascritti tutti i nomi dei diecimila giocatori che vengono barrati nel caso di morte di questi, con relative data, ora e causa del decesso. A causa dell'ultimo aggiornamento di Akihiko Kayaba, creatore di Sword Art Online, il NerveGear, hardware che permette l'immersione nel mondo virtuale, imporrà la morte cerebrale ai giocatori che perderanno tutti gli HP durante il "gioco".
- Alfheim Online ALO (アルヴヘイム・オンライン?, Aruvuheimu Onrain)

Ambientazione degli archi narrativi "Fairy Dance", "Mother's Rosario" ed "Early and Late", volumi terzo, quarto, settimo e ottavo della light novel.
Quello di Alfheim è un regno eterogeneo, popolato da più razze alle quali il giocatore si può rifare al momento della creazione del proprio alter ego. Ad ogni razza sono associati elementi, colori e tipologie di combattimento differenti, sebbene tutte abbiano in comune la possibilità di volare. Ogni razza vanta un proprio territorio ed una propria capitale, ma la città più importante è Aarun, che sorge ai piedi dell'enorme albero Yggdrasil, dove tutte le razze convivono pacificamente. Non tutte le razze, infatti, vantano un rapporto armonico - famoso il conflitto tra Silfi e Salamandri - e questo a causa della quest più impegnativa: raggiungere la cima dell'albero Yggdrasil, dov'è collocata la città degli Elfi, e chiedere udienza al Re Oberon per trasformare il proprio personaggio in un Elfo. L'agognata metamorfosi dona all'avatar incredibili vantaggi, come il poter volare senza limiti di tempo. Il mondo virtuale di ALO è controllato e gestito da un sistema chiamato "Cardinal", che corregge automaticamente ogni bug e crea nuove quests. A dispetto di SAO, nel mondo di ALO è presente la magia e vi è l'assenza di un sistema a livelli per la crescita del personaggio, rendendo assolutamente incisiva l'abilità stessa del giocatore. Successivamente, il mondo di Aincrad viene implementato all'interno di ALO tramite un aggiornamento.
- Gun Gale Online GGO (ガンゲイル・オンライン?, Gan Geiru Onrain)

Ambientazione dell'arco narrativo "Phantom Bullet", volumi quinto e sesto della light novel.
Gun Gale Online, VR-MMO di creazione americana, presenta un mondo post-apocalittico, tornato ad essere popolato dai sopravvissuti al loro ritorno da un viaggio nello spazio. Il grande vascello spaziale funge ora da capitale sotto il nome di “SBC (Space Battle Cruiser) Gurokken”. Costituita da un unico piano, essa è percorsa da grandi travi metalliche e disseminata di luci al neon. Il vestiario dei giocatori è di stampo rigorosamente militare e l'arsenale disponibile fa abbondanza di bocche da fuoco. A causa del forte cambiamento climatico verificatosi dopo il grande cataclisma, il cielo è tanto segnato da colori caldi di giorno quanto ricoperto dal blu e dal viola nottetempo.
Il Bullet of Bullets, il torneo per eleggere il miglior giocatore di GGO, viene trasmesso online ed è visibile sulla net, così come in tutti i VRMMORPG. Esso è articolato in due tempi: il primo è costituito da duelli ad eliminazione diretta, mentre il secondo prevede uno spettacolo in cui i trenta qualificati si esibiscono in un deathmatch "all versus all". Al momento del lancio sul mercato, GGO aveva server unificati, successivamente divisi in "americani" ed "asiatici" dopo il primo Bullet of Bullets, ma nuovamente riunificati in seguito al quarto.
- Underworld UW (アンダーワールド?, Andāwārudo)

Ambientazione dell'arco narrativo "Alicization", dal volume nono al diciottesimo della light novel.
Location misteriosa e cupa che si rifà al medioevo occidentale, seppur popolata da creature fantastiche, in cui il tempo scorre in modo molto differente da quello reale. La capitale di Underworld è Centoria ed il mondo è diviso in quattro imperi che si rifanno ai punti cardinali: Norlangarth, Eastabarieth, Wesdarath e Southacroith. Il Mondo degli Umani è governato da questi quattro imperi e dalla Chiesa di Axiom. Al di fuori dell'impero Umano c'è il Dark Territory governato da Goblin, Orchi e altre creature. Il popolo di Underworld riconosce almeno cinque dei: La dea della creazione Stacia, la principale dea dell'Impero umano, così come la dea della vita e della creazione. Secondo le leggende, governa l'esistenza di tutti gli oggetti animati e inanimati nella forma della Vita, esposti nella Finestra della Stacia, e chiama quelli la cui Vita scade dalla sua parte. I matrimoni nell'impero umano sono promessi a Stacia, chi benedice la coppia e permette loro di avere figli. La dea del sole Solus (Derivata dal latino "Sol" - "Sole"), la dea della stella di Underworld, Solus, che fornisce benedizioni al mondo sotto forma di raggi solari che aumentano il Sacro Potere circostante. Le sue benedizioni diminuiscono durante la notte in cui il Solus tramonta. La Dea delle terre Terraria (Derivata dal latino "Terra" - "Terra"), la dea della terra che fornisce benedizioni alle piante e protegge i metalmeccanici e gli artigiani. Fornisce il Sacro Potere attraverso la terra, sebbene questa fonte di potere sia molto limitata nelle città e al di sopra del terreno. Il Dio dell'oscurità Vector, il sovrano del Dark Territory e l'unico dio adorato lì. Si dice che Vector ami fare scherzi agli umani, sotto forma di malattie o rapire persone e rubare la loro memoria. Vector fu anche il creatore delle Arti Oscure. La Dea della Luna Lunaria (Derivato dal latino "Luna" - "Luna") - la dea della luna che controlla i sogni degli abitanti di Underworld.

## Tecnologia delle VR-Console

### FullDive
Sviluppata da Akihiko Kayaba, tramite il suo primo hardware nominato NerveGear, "FullDive" (フルダイブ?, FuruDaibu) è il nome della tecnologia utilizzata per immergere completamente la coscienza di una persona in un mondo virtuale. Ci sono tre diversi modelli facenti uso della tecnologia FullDive:
- NerveGear (ナーヴギア?, NāvuGia), agisce completamente in simbiosi con la coscienza del giocatore, reindirizza i segnali del cervello all'hardware, che trasforma in azioni, e ne invia dei nuovi in risposta, simulando le varie sensazioni tramite lo stimolo dei cinque sensi. Il primo gioco capace di sfruttare al massimo l'intero potenziale dell'hardware è quello realizzato dal suo stesso creatore: Sword Art Online. Dotato di una propria batteria e necessitante di una collocazione sul capo dell'utente - il quale potrà attivare la connessione con la frase "Link Start" - è il primo hardware di realtà virtuale prodotto in serie.
- AmuSphere (アミュスフィア?, AmyuSufia), versione riveduta e migliorata del NerveGear, sviluppata da RECTO Progress Inc. Dopo il famoso incidente di Sword Art Online, le novità inerenti all'hardware sono focalizzate sulla sicurezza: le onde emesse in relazione con le sinapsi del giocatore hanno una frequenza più bassa, ma maggiore efficienza, ed è presente un dispositivo addetto a monitorare la pressione arteriosa e le onde cerebrali, che garantisce un sicuro log out in caso rilevi anomalie. Come il NerveGear, è dotato di un caschetto da collocare sul capo. L'AmuSphere offre comunque un livello di immersione leggermente minore rispetto al NerveGear. Il corpo continua ad essere parzialmente cosciente, e ciò permette, per esempio, di rispondere al telefono nel caso squilli, o svegliarsi nel caso ci sia un incendio o una gran confusione.
- Medicuboid (メディキュボイド?, Medikyuboido), appartiene alla stessa generazione dell'AmuSphere, ma è stato sviluppato sulla base della ricerche sviluppate di Koujirou Rinko. Dotato anche di un apposito lettino, il Medicuboid permette un'interazione con le parti più profonde del cervello, velocizzando i tempi di reazione. Tuttavia, questo hardware è specificatamente usato a scopi medici, in particolare per i pazienti terminali.

### Brain Machine Interface (BMI)
Durante il Progetto Alicization (プロジェクト・アリシゼーション?, Purojekuto Arishizēshon), emerge una nuova tecnologia, differente da quella d'impostazione FullDive, chiamata Brain Machine Interface. Questa velocizzerebbe i pensieri di n volte rispetto al normale, con l'ausilio dell'hardware "Soul Translator" (ソウル・トランスレーター?, Sōru Toransurētā).

## Media

### Light novel
Reki Kawahara scrisse il primo volume della serie nel 2002 con l'intenzione di presentarlo alla competizione del Premio Dengeki Game Novel (電撃ゲーム小説大賞? ora nota semplicemente come Premio Dengeki Novel) della ASCII Media Works. Avendo però superato il numero massimo di pagine concesso, decise di cambiare piani e pubblicare l'opera sulla rete sotto lo pseudonimo di Fumio Kunori, aggiungendo più tardi anche altri tre episodi e numerose storie secondarie. Nel 2008 partecipò nuovamente alla competizione con Accel World, stavolta vincendo con successo il premio letterario Grand Prize. Tuttavia, oltre ad Accel World, gli venne chiesto dalla ASCII Media Works di pubblicare anche il suo lavoro precedente, Sword Art Online. Kawahara ovviamente accettò l'offerta e rimosse le versioni del romanzo dal suo sito web. L'edizione cartacea dei volumi, accompagnata dai disegni di abec, ha avuto dunque inizio il 10 aprile 2009 e al 7 giugno 2024 ne sono stati pubblicati in tutto ventotto. Kawahara ha poi scritto anche un'altra serie, intitolata Sword Art Online: Progressive (ソードアート・オンライン プログレッシブ?, Sōdo Āto Onrain Puroguresshibu), che contiene le avventure di Kirito nei primi piani di Aincrad e che ha avuto inizio il 10 ottobre 2012 e al 7 marzo 2025 sono stati pubblicati nove volumi. Una serie di light novel dal titolo Sword Art Online Alternative: Gun Gale Online (ソードアート・オンライン オルタナティブ ガンゲイル・オンライン?, Sōdo Āto Onrain Orutanatibu Gangeiru Onrain), scritta invece da Keiichi Sigsawa con i disegni di Kōhaku Kuroboshi, è stata pubblicata più tardi, sempre dalla ASCII Media Works, a partire dal 10 dicembre 2014. Un romanzo prequel originale di cento pagine di Sword Art Online - The Movie: Ordinal Scale scritto da Kawahara, intitolato Hopeful Chant (ホープフル・チャント?, Hōpufuru Chanto), è stato distribuita a chi ha visto il film in Giappone nel periodo 4-10 marzo 2017.
Un altro spin-off è Sword Art Online Alternative: Clover's Regret (ソードアート・オンライン オルタナティブ クローバーズ・リグレット?, Sōdo Āto Onrain Orutanatibu Kurōbāzu Riguretto), scritto da Watase Souichirou e illustrato da Ginta. La storia è ambientata all'interno di Asuka Empire, un VRMMORPG con'estetica giapponese creato da Akihiko Kayaba, lo stesso ideatore di Sword Art Online. Il racconto segue le avventure di Nayuta, una stoica sacerdotessa, e Koyomi una ninja vivace, coinvolte in un evento a tema horror chiamato "108 Apparitions". Durante una pausa dagli spaventi, incontrano Yanagi, un anziano monaco inesperto di giochi ma determinato a completare una difficile missione chiamata "Ghost Orchestra". Per riuscirci, Yanagi assume Clover, un detective con caratteristiche peculiari: un giovane uomo con tratti da volpe che ha investito tutti i suoi punti in fortuna. Insieme dovranno affrontare questa sfida che ha messo in difficoltà tutti i giocatori precedenti. La serie è composta da tre volumi, pubblicati tra il 10 novembre 2016 e il 10 agosto 2018. Sword Art Online Alternative: Gourmet Seekers (ソードアート・オンライン オルタナティブ グルメ・シーカーズ?, Sōdo Āto Onrain Orutanatibu Gurume Shīkāzu), scritto da Y.A. e illustrato da Megumi Nagahama, è uno spin-off che segue un gruppo di giocatori impegnati a esplorare il mondo virtuale di Sword Art Online con l'obiettivo di scoprire e gustare i cibi più prelibati all'interno del gioco. La pubblicazione è iniziata il 17 novembre 2023 e, al 17 ottobre 2024, conta due volumi. Sword Art Online Alternative: Mystery Labyrinth (ソードアート・オンライン オルタナティブ ミステリ・ラビリンス?, Sōdo Āto Onrain Orutanatibu Misuteri Rabirinsu), scritto da Konno Tenryuu e illustrato da Shiho Enta, è ambientato in un mondo virtuale chiamato "Labyrinth Pavilion", un luogo pieno di enigmi e trappole dove i personaggi devono risolvere un omicidio misterioso all'interno del labirinto. Questo spin-off è stato pubblicato in unico volume l'8 dicembre 2023. Infine, Sword Art Online IF Official Novel Anthology (ソードアート・オンライン IF 公式小説アンソロジー?, Sōdo Āto Onrain IF kōshiki shōsetsu Ansorojī) è una raccolta composta da nove storie brevi che esplorano scenari alternativi ("What If") riguardanti i vari personaggi ed eventi della serie principale di Sword Art Online. Il volume unico è stato pubblicato il 9 dicembre 2023.
In Italia la serie è stata concessa in licenza alla J-Pop. La traduzione dei testi è curata da Sandro Cecchi (volumi 1-18) e Rosalia Feraudo (dal volume 19). In America del Nord i diritti sono stati acquistati dalla Yen Press, che ha pubblicato il primo volume il 22 aprile 2014. I romanzi sono stati pubblicati anche in Cina, Taiwan, Corea del Sud, Thailandia, Francia, Germania, Austria, Svizzera, Vietnam ed altri paesi e ha più di trenta milioni di copie in stampa in tutto il mondo.
Oltre alla serie principale, vi sono diversi dōjinshi scritti sempre da Reki Kawahara sotto lo pseudonimo di Fumio Kunori ed intitolati Sword Art Online Material Edition (ソードアート・オンライン・マテリアル・エディション?). Una collezione di 80 pagine di alcuni volumi di Material Edition è stata pubblicata il 13 febbraio 2011, mentre l'ultimo volume reso disponibile è stato il sedicesimo in data 30 agosto 2015. Kawahara ha anche creato insieme a Kurusu Tatsuya di ponz.info altri dōjinshi come Lisbeth Edition, Silica Edition e Pina Edition, che hanno acquisito una certa notorietà grazie alla partecipazione dell'autore nel loro sviluppo e che rivelano alcuni dettagli inediti sui personaggi dell'opera originale.

### Manga

Il box da collezione della J-Pop, contenente entrambi i volumi di Aincrad

La serie ha generato numerosi adattamenti manga, tutti scritti da Reki Kawahara e pubblicati principalmente da ASCII Media Works e Kadokawa Shoten. Tra i primi manga, Sword Art Online: Aincrad, disegnato da Tamako Nakamura, è stato serializzato sul Dengeki Bunko Magazine dal numero di settembre 2010 (uscito il 10 agosto 2010) al numero di maggio 2012 (uscito il 10 aprile 2012); i capitoli sono stati raccolti in due volumi tankōbon pubblicati il 27 settembre 2012. Questo manga adatta esclusivamente il primo volume della light novel omonima. Parallelamente, un manga yonkoma comico intitolato Sword Art Online., disegnato da Jūsei Minami, è stato serializzato sullo stesso magazine dal numero di settembre 2010 (10 agosto 2010) fino al 9 agosto 2016, con i capitoli raccolti in tre volumi pubblicati tra il 27 settembre 2012 e il 27 agosto 2013. Sword Art Online: Fairy Dance, disegnato da Tsubasa Hazuki, è stato serializzato sul Dengeki Bunko Magazine dal numero di maggio 2012 (10 aprile 2012) al numero di maggio 2014 (10 aprile 2014), con tre volumi pubblicati dal 27 ottobre 2012 al 27 giugno 2014; questo manga adatta il terzo e il quarto volume della light novel. Uno spin-off incentrato su Lisbeth, Silica e Leafa, intitolato Sword Art Online: Girls Ops e disegnato da Neko Nekobyō, è stato serializzato dal numero di luglio 2013 (10 giugno 2013) all'8 gennaio 2021 sullo stesso magazine, con otto volumi pubblicati tra il 10 luglio 2014 e il 27 maggio 2021.
L'adattamento di Sword Art Online: Progressive, disegnato da Kiseki Himura, è stato serializzato inizialmente sulla rivista Dengeki G's Magazine dal numero di luglio 2013 (29 giugno 2013) al numero di maggio 2014, per poi trasferirsi sul Dengeki G's Comic dal numero di giugno 2014 fino al 28 febbraio 2018. I capitoli sono stati raccolti in sette volumi pubblicati tra il 27 febbraio 2014 e il 10 maggio 2018. Questa serie approfonfisce i primi piani di Aincrad, coprendo i primi due volumi della light novel omonima. Ad essa si affiancano le serie Sword Art Online: Progressive - Barcarolle of Froth di Shiomi Miyoshi (serializzato dal 28 aprile 2018 al 30 ottobre 2019 su Dengeki G's Comic, due volumi pubblicati), Sword Art Online: Progressive - Scherzo of Deep Night di Puyocha (dal 30 gennaio 2020 al 30 novembre 2021, tre volumi) e Sword Art Online: Progressive - Ougonritsu no Canon di Mugetsu (dal 30 marzo 2021 al 30 aprile 2022, due volumi), che adattano rispettivamente il terzo, quarto e quinto volume della light novel Progressive.
Sword Art Online: Phantom Bullet, disegnato da Kōtarō Yamada, è stato serializzato sul Dengeki Bunko Magazine dal numero di maggio 2014 (10 aprile 2014) e successivamente in versione digitale sul sito ComicWalker fino al 10 dicembre 2021. I capitoli sono stati raccolti in quattro volumi pubblicati tra il 10 settembre 2014 e il 26 febbraio 2022; questo manga adatta i volumi quinto e sesto della light novel. Sword Art Online: Calibur, disegnato da Shii Kiya, è stato serializzato sul Dengeki G's Comic dal numero di settembre 2014 (30 luglio 2014) al numero di luglio 2015 (30 giugno 2015), raccolto in unico volume pubblicato il 10 agosto 2015; la storia si basa sull'arco narrativo omonimo dell'ottavo volume della light novel. Sword Art Online: Mother's Rosario, disegnato da Tsubasa Hazuki, è stato serializzato sul Dengeki Bunko Magazine dal numero di luglio 2014 (10 giugno 2014) al numero di maggio 2016 (9 aprile 2016), con tre volumi pubblicati tra il 10 dicembre 2014 e il 10 giugno 2016; questa serie adatta il settimo volume della light novel. Sword Art Online Alternative: Gun Gale Online è stato serializzato sul Dengeki Maoh dal numero di dicembre 2015 (27 ottobre 2015) al 27 gennaio 2021, con quattro volumi pubblicati tra l'8 ottobre 2016 e il 27 marzo 2021. Sword Art Online: Project Alicization, disegnato da Kōtarō Yamada, è stato serializzato sul Dengeki Bunko Magazine dal numero di settembre 2016 (9 agosto 2016), per poi essere trasferito al sito Web DenPlay Comic a seguito della chiusura della rivista, con la serializzazione conclusasi l'11 giugno 2021 e cinque volumi pubblicati tra il 7 ottobre 2017 e il 27 agosto 2021; questa serie adatta i volumi dal nono al quattordicesimo della light novel.
Sword Art Online: Kirito's Thousand and One Night Story, spin-off basato sul videogioco Sword Art Online: Hollow Fragment e disegnato da Wagyuu Kuroge, è stato serializzato dal 24 ottobre 2016 al 18 febbraio 2017 e raccolto in unico volume. Sempre di Wagyuu Kuroge, Sword Art Online: Kirito's Gun Gale Wars è stato serializzato dal 31 gennaio al 22 ottobre 2018 e raccolto in un volume. Sword Art Online: Hollow Realization, adattamento dell'omonimo videogioco disegnato da Tomo Hirokawa, è stato serializzato sul Dengeki Maoh dal 24 ottobre 2016 al 27 settembre 2019, raccolto in sei volumi pubblicati tra il 27 marzo 2017 e il 25 ottobre 2019. Sword Art Online: Ordinal Scale, adattamento del film omonimo disegnato da IsII, ha visto la pubblicazione dei primi capitoli direttamente in volume, con i primi due raccolti senza serializzazione preventiva. A partire dal 1º maggio 2018, la serie è stata inoltre serializzata sul sito Web DenPlay Comic fino al 17 aprile 2020, con un totale di cinque volumi pubblicati. Un capitolo extra è stato pubblicato il 10 luglio 2020, ma non è stato incluso in nessun volume. Sword Art Online: Alicization Lycoris, adattamento dell'omonimo videogioco disegnato da Tomo Hirokawa, è stato serializzato dal 28 dicembre 2019 al 14 maggio 2021 su Web DenPlay Comic, con tre volumi pubblicati tra il 27 maggio 2020 e il 27 luglio 2021. Sword Art Online: Kiss and Fly, disegnato da Riko Bekkou, è stato serializzato su Dengeki Daioh dal 27 settembre 2019 al 26 aprile 2023, raccolto in tre volumi pubblicati tra il 10 marzo 2020 e il 10 luglio 2023; questo manga adatta il ventiduesimo volume della light novel. Sword Art Online: Re:Aincrad, disegnato da Kimi, è in corso su Dengeki Daioh dal 27 ottobre 2021, con cinque volumi pubblicati dal 27 aprile 2022 al 9 luglio 2025, e adatta il secondo volume della light novel Aincrad. Sword Art Online: Unital Ring, disegnato da Masato Kanetsuki, è serializzato su Monthly Shōnen Ace dal 26 aprile 2023, con tre volumi pubblicati tra il 25 novembre 2023 e il 25 aprile 2025; questa serie adatta l'arco narrativo Unital Ring iniziato dal ventunesimo volume della light novel e ancora in corso. Sword Art Online Alternative: Gourmet Seekers, spin-off culinario disegnato da Corone Kayama, è iniziato nel 2024 e ha al momento un volume pubblicato il 10 marzo 2025.
Oltre alle serie regolari, esistono diverse antologie di manga che raccolgono storie di vari autori e non sono state serializzate in riviste o raccolte in volumi regolari. Tra queste si annoverano Sword Art Online: Comic Anthology, pubblicata in due volumi tra il 27 maggio 2013 e il 27 marzo 2014; Sword Art Online: Dengeki Comic Anthology, due volumi pubblicati tra il 9 giugno e il 7 ottobre 2017; Sword Art Online: Official Comic Anthology, due volumi pubblicati tra il 10 marzo e il 9 agosto 2018; e Sword Art Online: Memory Defrag Comic Anthology, un volume pubblicato il 26 aprile 2019, basato sull'omonimo videogioco. Alcune miniserie non raccolte in volume, sono Sword Art Online: Integral Factor - Prologue Comic (pubblicata in tre capitoli il 1º ottobre 2017 su Sword Art Online Magazine) e Sword Art Online: Iden: Kibaou-han! (tre capitoli pubblicati dal 24 ottobre 2016 al 18 febbraio 2017 sulla stessa rivista).
In Italia, tutti i manga finora pubblicati sono editi da Edizioni BD sotto l'etichetta J-Pop. Sword Art Online: Aincrad è stato annunciato all'Etna Comics 2013 e pubblicato il 5 luglio 2014, mentre Fairy Dance è stato annunciato al Napoli Comicon 2015 e pubblicato il 31 luglio 2015. La traduzione dei testi di Aincrad è stata curata da Giovanni Lapis, mentre a partire da Fairy Dance da Sandro Cecchi, che ha inoltre tradotto tutti i titoli successivi della serie pubblicati in italiano. Nel maggio 2017 sono stati annunciati Phantom Bullet e Mother's Rosario: il primo è stato pubblicato dal 27 settembre 2017 al 24 luglio 2024, mentre il secondo il 20 giugno 2018. Calibur è stato annunciato nel febbraio 2018 e pubblicato il 3 ottobre dello stesso anno. Alicization è stato annunciato nel dicembre 2018 e pubblicato dal 10 aprile 2019 al 10 agosto 2022. Nel giugno 2020 è stato annunciato Progressive, pubblicato dal 5 agosto al 25 novembre 2020, mentre Progressive - Barcarolle of Froth è stato annunciato a Lucca Comics & Games 2021 e pubblicato il 4 maggio 2022.

### Anime

#### Serie televisive

Copertina del primo DVD italiano dell'anime, raffigurante da sinistra verso destra: Kirito e Klein (in basso), Heathcliff, Asuna e Yui (in alto)

La prima serie televisiva anime di Sword Art Online è stata annunciata nel 2011, in occasione del festival autunnale della Dengeki Bunko, insieme all'adattamento animato di Accel World, altra serie di light novel di Reki Kawahara. L'anime, prodotto dalla Aniplex e realizzato dalla A-1 Pictures, è stato diretto da Tomohiko Itō con la colonna sonora di Yuki Kajiura. La serie è stata trasmessa tra il 7 luglio e il 22 dicembre 2012 su Tokyo MX, tvk, TVS, TVA, RKB, HBC ed MBS, e più tardi anche su AT-X, Chiba TV e BS11. Gli episodi sono stati trasmessi in streaming da Crunchyroll ed Hulu.
In Italia l'anime è stato concesso in licenza alla Dynit, che ha pubblicato gli episodi, sottotitolati in italiano, a partire dal 15 aprile 2013 con cadenza settimanale sul sito della Popcorn TV, per poi trasmetterli con il doppiaggio completo su Rai 4 dal 30 gennaio al 5 giugno 2014 alle ore 23:30 circa. In America del Nord i diritti sono stati acquistati invece dalla Aniplex of America, che ha fatto debuttare il doppiaggio inglese nel contenitore Toonami di Adult Swim tra il 27 luglio 2013 e il 15 febbraio 2014. La serie è stata poi pubblicata, sempre dalla Aniplex of America, in quattro DVD e Blu-ray Disc, con degli speciali extra in questi ultimi, tra il 13 agosto e il 19 novembre 2013. La distribuzione dei BD/DVD è stata effettuata anche da altre aziende, cioè dalla Manga Entertainment nel Regno Unito e dalla Madman Entertainment in Australia, quest'ultima delle quali ha poi trasmesso l'anime doppiato in inglese sulla ABC3 dal 7 giugno 2014. Dal 15 marzo 2014 Sword Art Online è stato reso disponibile in America del Nord anche su Netflix, sia con il doppiaggio che con i sottotitoli in inglese.
Al termine di uno speciale riassuntivo è stato annunciato un sequel anime, intitolato Sword Art Online II, che ha debuttato in Giappone il 5 luglio 2014 e copre gli archi Phantom Bullet, Calibur e Mother's Rosario delle light novel di Kawahara. Alcune scene sono state proiettate in anteprima durante degli eventi tenutisi negli Stati Uniti, Francia, Germania, Hong Kong, Taiwan, Corea e Giappone tra il 29 giugno e il 4 luglio 2014. I diritti in Italia sono stati poi acquisiti da Dynit, che ha distribuito l'intera serie doppiata in italiano il 1º gennaio 2017 su Netflix e l'ha raccolta in due box BD/DVD, pubblicati il 26 ottobre 2016 e il 26 gennaio 2017. Tale stagione è stata trasmessa in TV dal 28 giugno al 22 luglio 2019 su Supersix all'interno del contenitore Ka-Boom.
In occasione del Dengeki Bunko Aki no Saiten 2017 è stata annunciata la produzione di una terza stagione, intitolata Sword Art Online: Alicization, la quale coprirà l'intero arco narrativo Alicization della serie originale di romanzi. Diretta da Manabu Ono presso lo studio A-1 Pictures, il quale si occuperà nuovamente di animare la serie, il design dei personaggi di questo anime è curato da Gou Suzuki e Tomoya Nishiguchi insieme a Shingo Arachi, mentre le musiche sono nuovamente composte da Yuki Kajiura. Il primo episodio è stato distribuito in anteprima il 15 settembre 2018 in Giappone e ha la durata eccezionale di 45 minuti rispetto al resto delle puntate da 24' ciascuna. La stagione è stata suddivisa in due parti, per un totale di quattro stagioni televisive complessive di trasmissione. La prima parte da 24 episodi è stata trasmessa dal 6 ottobre 2018 al 30 marzo 2019 su Tokyo MX, BS11 e altre reti nipponiche, adattando i romanzi dal nono al quattordicesimo della serie originale; la seconda è stata trasmessa dal 12 ottobre 2019 al 19 settembre 2020 sotto il titolo Sword Art Online: Alicization - War of Underworld sulle medesime emittenti televisive, adattando le light novel originali dalla quindici alla diciotto. La stagione è stata distribuita via streaming in simulcast coi sottotitoli su Crunchyroll per America, Regno Unito, Irlanda, Australia e Nuova Zelanda, Funimation per i paesi anglofoni con incluso in seguito un doppiaggio in inglese e su Hulu. Il decimo episodio della stagione è stato distribuito con alcune modifiche video sui suddetti portali streaming inglesi per via di scena ad alto livello di violenza e per la presenza di un tentato stupro. In Italia la serie è stata distribuita da Dynit in simulcast sulla piattaforma VVVVID coi sottotitoli, per poi pubblicarla doppiata in italiano in due box DVD e Blu-ray Disc da 12 episodi ciascuno nel 2019.
Il doppiaggio italiano della serie è stato curato da: Studio P.V. (1ª e 2ª stagione), Lylo Italy (3ª e 4ª stagione) e SEDIF (1ª, 2ª e 3ª stagione), sotto la direzione di Luca Semeraro (Milano) e Fabrizio Mazzotta (Roma, 1ª, 2ª e 3ª stagione). La traduzione dei testi dell'edizione italiana è stata curata da Andrea Prodomo (2ª stagione) e Davide Campari (2ª, 3ª e 4ª stagione), mentre l'adattamento dei dialoghi è stato effettuato da Ad Libitum di Genova (1ª stagione), Vittoria Ponticelli (2ª stagione), Antonello Governale (2ª, 3ª e 4ª stagione), Fabrizio Valezano (2ª e 3ª stagione), Serena Clerici (2ª stagione), Silvia Bacinelli (2ª stagione), Francesca Perilli (3ª stagione), Francesca Gallo (4ª stagione), Kim Turconi (4ª stagione) e Felice Invernici (4ª stagione).

#### Special

Leafa, Asuna, Silica, Lisbeth e in basso a destra Yui sulla copertina dell'edizione italiana di Extra Edition

Uno speciale di fine anno, intitolato Sword Art Online Extra Edition (ソードアート・オンライン Extra Edition?, Sōdo Āto Onrain Extra Edition), è stato trasmesso il 31 dicembre 2013. L'episodio è un riassunto dell'anime, ma include anche alcune scene inedite. La sigla di apertura è Crossing Field di LiSA, invece quella di chiusura è Niji no oto (虹の音? lett. "Il suono dell'arcobaleno") di Eir Aoi. Poche ore dopo la trasmissione in Giappone, Extra Edition è stato trasmesso in streaming in tutto il mondo. Lo speciale dalla durata di due ore è stato reso disponibile su Daisuki per tutti i paesi, ad eccezione delle zone di lingua francese, Cina e Corea. Daisuki ha offerto i sottotitoli in più lingue, come inglese, spagnolo, portoghese, italiano e tedesco. I paesi di lingua inglese come Messico, America Centrale e Meridionale hanno potuto guardare lo stream anche su Crunchyroll. Per quanto riguarda invece gli altri paesi, Extra Edition è stato trasmesso in simulcast sul canale via cavo della Aniplex in Corea, sul sito streaming LeTV in Cina e sul sito streaming Wakanim nei paesi di lingua francese. Il Blu-ray Disc e il DVD dello speciale sono stati pubblicati in Giappone il 23 aprile 2014. La versione limitata ha incluso una character song di Yui, intitolata "Heart Sweet Heart" e cantata da Kanae Itō, e una storia secondaria originale, sempre scritta da Kawahara ed intitolata Sword Art Online niji no hashi (ソードアート・オンライン 虹の橋? lett. "Sword Art Online: Il ponte arcobaleno"). In Italia invece l'annuncio dell'acquisizione dello special è stato fatto il 19 novembre 2013 dalla Dynit, che poi ha pubblicato il BD/DVD in data 29 ottobre 2014. Il doppiaggio italiano è stato curato dallo Studio P.V. di Milano in collaborazione con SEDIF di Roma sotto la direzione di Luca Semeraro (Milano) e Fabrizio Mazzotta (Roma). L'adattamento dei dialoghi dell'edizione italiana è stato effettuato da Ad Libitum di Genova.

#### Film
Dalla serie è stato tratto anche un film d'animazione intitolato Sword Art Online - The Movie: Ordinal Scale, annunciato in occasione del festival autunnale di Dengeki Bunko nel 2015. La storia è caratterizzata da una trama completamente originale, scritta da Kawahara e ambientata tra gli eventi di Sword Art Online II e Sword Art Online: Alicization. Il film è stato proiettato nelle sale cinematografiche giapponesi il 18 febbraio 2017 e ha incassato più di 1 miliardo di yen. In Italia il film è stato distribuito nelle sale cinematografiche doppiato in italiano da Dynit insieme a Nexo Digital tra il 13 e 14 giugno 2017 per un incasso di 280.501€.
Dopo la trasmissione dell'ultimo episodio di Sword Art Online: Alicization - War of Underworld, il 19 settembre 2020 è stato annunciato un adattamento anime di Sword Art Online: Progressive. In seguito è stato rivelato che si trattava di un nuovo film intitolato Sword Art Online: Progressive - Aria of a Starless Night, il quale è stato presentato in anteprima il 30 ottobre 2021. Inori Minase si è unita al cast prestando la voce al nuovo personaggio chiamato Mito. La pellicola è stata diretta da Ayako Kōno, con Kento Toya che ha curato il character design, Yuki Kajiura che è tornata a comporre la colonna sonora e A-1 Pictures che è tornata alla produzione. In Italia la pellicola è stata distribuita da Dynit in collaborazione con Nexo Digital dal 4 al 6 aprile 2022, sebbene la distribuzione fosse prevista originariamente dal 28 febbraio al 2 marzo precedenti. Il film ha incassato in Italia 179.797€.
Un seguito del film precedente, Sword Art Online: Progressive - Scherzo of Deep Night, è uscito il 22 ottobre 2022. Nella conferenza italiana Romics 2022 è stato annunciato che Dynit ha acquistato i diritti di distribuzione. È stato proiettato nei cinema italiani dal 14 al 16 novembre 2022.
Durante lo Sword Art Online: Full Dive, evento dedicato ai 10 anni dell'anime, è stato annunciato un nuovo progetto cinematografico. Quest'ultimo presenterà una storia originale e perciò non adatterà gli eventi narrati nelle light novel.

### Videogiochi
Nel 2011, in occasione del festival autunnale della Dengeki Bunko, è stato annunciato che la serie di light novel di Reki Kawahara sarebbe stata trasposta in alcuni videogiochi prodotti dalla Bandai Namco Games. Un gioco online per social network, intitolato Sword Art Online: End World, è stato pubblicato per i cellulari e smartphone giapponesi il 28 febbraio 2013 ed entro giugno 2014 ha superato il milione di utenti registrati. Il servizio è stato interrotto nel settembre 2017. Il primo titolo per console è stato Sword Art Online: Infinity Moment, sviluppato per PlayStation Portable e pubblicato sia in edizione regolare che limitata il 14 marzo 2013. La storia segue una trama alternativa, secondo la quale un bug non solo fa rimanere Kirito e gli altri giocatori nel mondo di Sword Art Online nonostante la sconfitta di Heathcliff, ma fa anche venire risucchiati nel gioco altri videogiocatori di VRMMORPG come Leafa e Sinon.
Il secondo gioco a continuare la serie è stato Sword Art Online: Hollow Fragment, prodotto per PlayStation Vita e pubblicato in Giappone il 24 aprile 2014 con classificazione C secondo CERO. Hollow Fragment segue la stessa trama alternativa di Infinity Moment ed include tutti i contenuti del "Floor Clearing" del predecessore con l'aggiunta di una nuova zona di Aincrad da esplorare chiamata "Hollow Area". Il protagonista Kirito dovrà anche incrociare le spade con un giocatore misterioso, il quale diventerà ben presto uno dei personaggi chiave della storia. Durante la prima settimana dal momento della sua pubblicazione in Giappone, il gioco è salito subito in cima alle classifiche di vendita giapponesi grazie a ben 145 029 copie vendute. Il prodotto è stato pubblicato anche in Taiwan dalla Bandai Namco Games Taiwan il 29 maggio 2014 con i sottotitoli cinesi e inglesi e solo digitalmente in America del Nord, Europa ed Australia nell'agosto 2014. Un gioco freemium per Android ed iOS, dal titolo Sword Art Online: Code Register, è stato pubblicato entro la fine del 2014 ed è stato scaricato da oltre 3 000 000 persone. Un altro gioco dal titolo Sword Art Online: Progress Link, progettato per smartphone tramite la piattaforma Mobage, è stato pubblicato il 10 febbraio 2015. Il gioco è stato chiuso il 29 luglio 2016.
Il terzo gioco, intitolato Sword Art Online: Lost Song e prodotto dalla Artdink, è stato pubblicato il 26 marzo 2015 per PlayStation 3 e Vita. Secondo i produttori, il videogioco è un action RPG open world dalla trama completamente originale ambientato in Alfheim Online, luogo in cui i personaggi sono anche in grado di volare. Il gioco ha venduto 139 298 copie fisiche su PlayStation Vita e altre 55 090 unità su PlayStation 3 nella prima settima di uscita in Giappone, posizionandosi rispettivamente al secondo e al sesto posto della classifica giapponese delle vendite di software per quella particolare settimana, alle spalle di Bloodborne che ha conquistato il primo posto. Il quarto gioco, Sword Art Online: Hollow Realization, è stato pubblicato per PlayStation 4 e PlayStation Vita il 27 ottobre 2016 in Giappone e l'8 novembre 2016 in Europa e America del Nord. 
Kirito, Asuna, Leafa, Yūki e LLENN appaiono in Dengeki Bunko: Fighting Climax, un picchiaduro sviluppato da Sega che presenta diversi personaggi delle opere pubblicate sotto l'etichetta Dengeki Bunko. Un videogioco per browser, dal titolo Sword Art Quest, e il suo seguito per smartphone, Sword Art Quest II, offrono delle sfide agli utenti per migliorare i loro personaggi e ricevere dei premi. Un videogioco a pagamento per Android, intitolato SAO -Log Out-, permette invece agli utenti di giocare con i personaggi della serie ed ottenere dei wallpaper. Una demo ufficiale di un videogioco per Oculus Rift ha debuttato all'Anime Expo 2014 tra i giorni 3 e 6 del mese di luglio. Il gameplay ha incluso una battaglia con un boss della serie più alcune scene in compagnia di Asuna, anche se il giocatore poteva controllare soltanto la direzione della visuale per tutto il tempo. Nell'ottobre 2016 è stato annunciato un gioco di ruolo d'azione intitolato Accel World Vs. Sword Art Online: Millennium Twilight. Il gioco è un crossover con Accel World, pubblicato da Bandai Namco Entertainment per PlayStation 4, PlayStation Vita e Windows tramite Steam, ed è stato pubblicato al pubblico occidentale il 7 luglio 2017.
The Black Swordsman (黑衣剑士T, Hēi yī jiàn shìP) è un gioco di ruolo 3D cinese in cui il giocatore può controllare personaggi 3D e sperimentare Sword Art Online, Alfheim Online e Gun Gale Online. È sviluppato da Yun Chang Game sotto la supervisione di Bandai Namco. Il gioco viene distribuito a opera sotto Bandai Namco Shanghai, Bandai Namco Entertainment e Qihoo 360 sulle piattaforme cinesi. Il gioco è stato lanciato su Android il 26 maggio 2016 e su iOS il 9 giugno 2016, dopo un breve periodo di closed beta, anche se ufficialmente è ancora in fase di "open beta". Un action RPG per Android e iOS, intitolato Sword Art Online: Memory Defrag (ソードアート・オンライン メモリー・デフラグ?, Sōdo Āto Onrain: Memorī Defuragu), è stato pubblicato in Giappone il 31 agosto 2016 e in Occidente il 24 gennaio 2017. Con contenuti tratti dalla serie anime, Ordinal Scale e alcuni cortometraggi originali scritti per i personaggi dell'evento, i giocatori possono giocare da soli e progredire nella storia, oppure unirsi ad altri giocatori online per raccogliere oggetti, attrezzature e materiali speciali. Gli eventi più comuni includono sfide classificate contro altri giocatori, completamento dei piani, presentazioni di personaggi ed eventi stagionali. I giocatori possono scegliere di spendere denaro reale per accelerare i loro progressi. Il gioco è stato interrotto il 30 agosto 2021. Mentre Memory Defrag è stato eliminato dai negozi virtuali, il gioco è ancora disponibile tramite la versione offline dell'app se l'utente ha scaricato il gioco prima della data di chiusura. Bandai Namco ha pubblicato Sword Art Online: Integral Factor, un MMORPG free-to-play per Android e iOS nel dicembre 2017, creato in collaborazione con il prolifico sviluppatore di MMO mobile Asobimo. La versione inglese è stata pubblicata nel marzo 2018. Adatta l'arco di Aincrad partendo dal primo piano ed esplorando gradualmente ogni piano uno per uno. Permette di giocare nei panni di un avatar creato dal giocatore.
Un gioco basato su Gun Gale Online, Sword Art Online: Fatal Bullet, è stato pubblicato per PlayStation 4, Xbox One e Windows il 23 febbraio 2018. Bandai Namco Entertainment ha pubblicato il gioco mobile Sword Art Online VR: Lovely Honey Days per dispositivi iOS e Android in Giappone nell'ottobre 2018. Il primo episodio del gioco è free-to-play, mentre il secondo e i seguenti possono essere acquistati come contenuti aggiuntivi. Bandai Namco ha pubblicato Sword Art Online Arcade: Deep Explorer nelle sale giochi giapponesi il 19 marzo 2019. Si tratta di un action RPG di esplorazione che supporta fino a tre giocatori in co-op online ed è il primo gioco arcade della serie Sword Art Online. Un videogioco basato nell'Underworld del Project Alicization, Sword Art Online: Alicization Lycoris, è stato annunciato da Bandai Namco per l'uscita su PlayStation 4, Xbox One e Windows. Il gioco è anche il primo del franchise a seguire fedelmente la trama canonica nella fase iniziale, adattando i volumi dal nono al quattordicesimo della light novel originale. In seguito, il gioco presenta un arco diverso incentrato su Medina  Orthinanos. Originariamente il gioco sarebbe dovuto uscire a maggio 2020, ma è stato posticipato al 10 luglio 2020 a causa della pandemia di COVID-19. Un MMO mobile esclusivo per la Cina, Sword Art Online: Black Swordsman Ace, è stato pubblicato nel 2021. Nel 2022, il gioco mobile Sword Art Online: Variant Showdown è stato pubblicato in concomitanza con il 10° anniversario dell'anime. Presenta anche una modalità battle royale, una novità assoluta per un gioco della serie.
Bandai Namco ha annunciato il videogioco Sword Art Online: Last Recollection nel marzo 2023. Il gioco è stato pubblicato in tutto il mondo il 6 ottobre 2023 per PlayStation 4, PlayStation 5, Xbox One, Xbox Series X/S e Windows. Reona ha cantato il brano VITA, tema del gioco. Nel febbraio 2024, il videogioco Sword Art Online: Fractured Daydream è stato annunciato. È stato pubblicato il 4 ottobre 2024 per Nintendo Switch, PlayStation 5, Xbox Series X/S e Windows.

### Serie live-action
Il 2 agosto 2016, Skydance Media ha annunciato di aver acquisito i diritti globali per la produzione di un adattamento televisivo live-action della serie. Laeta Kalogridis è stata incaricata di scrivere la sceneggiatura dell'episodio pilota e sarà anche produttrice esecutiva della serie insieme all'amministratore delegato di Skydance David Ellison, Dana Goldberg e Marcy Ross. Skydance ha dichiarato l'intenzione di "accelerare" il lancio della serie, insieme ai piani per seguire la serie TV con l'uscita di un'esperienza di realtà virtuale di Sword Art Online. Nel febbraio 2018 è stato riferito che la serie live-action è stata venduta a Netflix.

### Teatro
Lo spettacolo teatrale Sword Art Online -DIVE TO STAGE- è stato annunciato nell'ottobre 2022 e si è tenuto al Tokyo International Forum Hall C di Chiyoda dall'8 al 13 novembre dello stesso anno. L'adattamento ripercorre i momenti salienti dell'arco narrativo di Aincrad. La regia è stata curata da Morihito Kamisato, mentre la sceneggiatura è stata scritta da Akiko Kodama. Successivamente, lo spettacolo è stato raccolto in DVD e Blu-ray Disc il 28 giugno 2023.
Il cast vedeva Rin Matsubara nel ruolo di Kirito, Minami Tsukui in quello di Asuna, Aiichiro Miyakawa come Agil, Shuto Seki come Klein, Fuyuna Asakura nel ruolo di Lisbeth, Momoko Suzuki come Silica, Arihiro Matsunaga come Diabel, Ayaka Hashimoto come Sachi, Daiki Watanabe nel ruolo di Ducker, Takanori Ezoe come Keita, Yoshiaki Hirashima come Sasamaru, Hiroto Mitsunaga come Tetsuo, Yui Oikawa nel ruolo di Yui, Yuki Shiomi come Godfree, Daisuke Matsukawa come Heathcliff e Shota Tanaka come Kuradeel. Un aspetto distintivo della produzione è stato il coinvolgimento dei doppiatori originali dell'anime, che hanno prestato le loro voci ai rispettivi personaggi durante lo spettacolo.

## Accoglienza

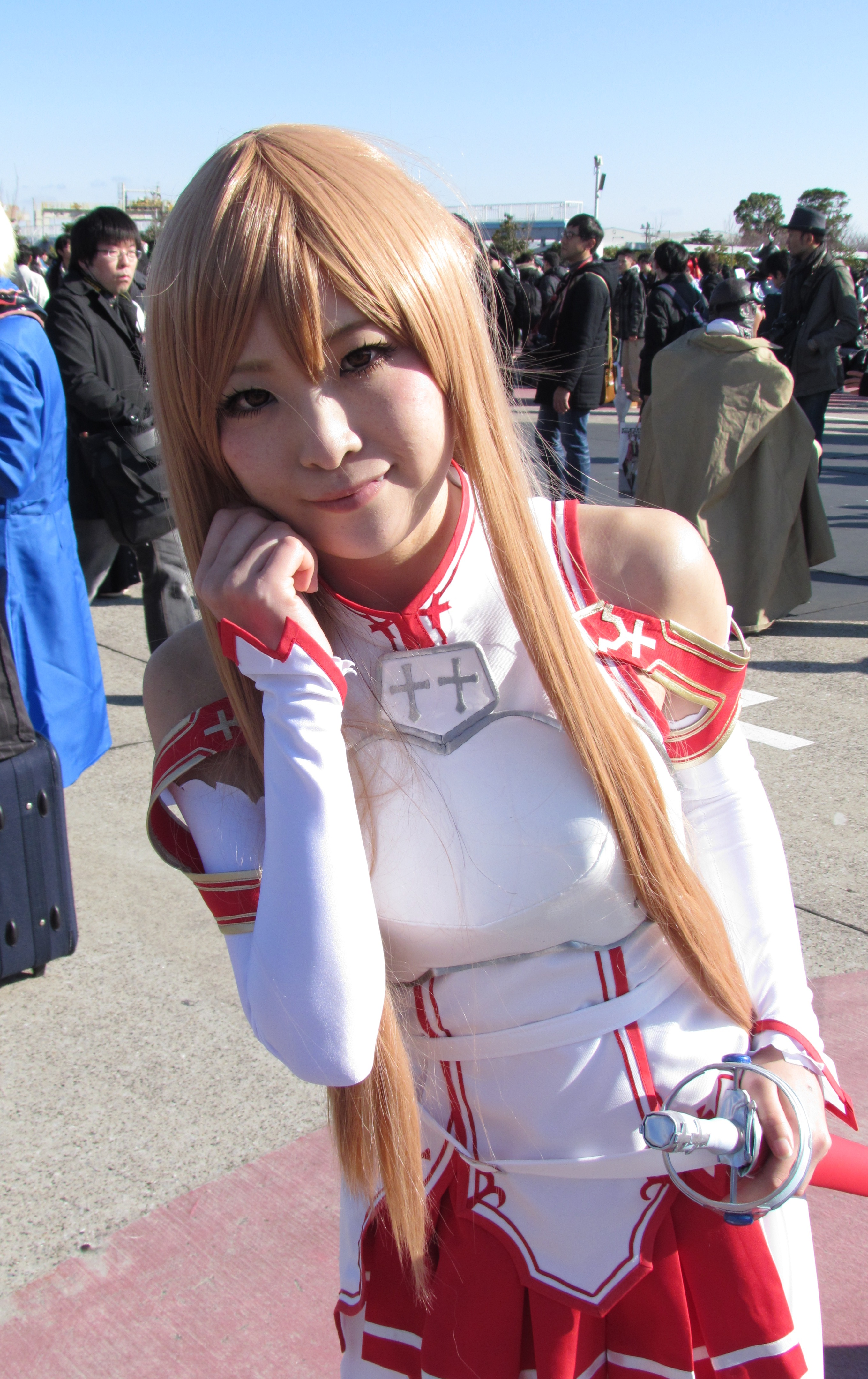
Cosplayer di Asuna

Secondo Oricon Sword Art Online è stata una delle serie di light novel più vendute nel 2012, in particolar modo grazie a ben otto dei suoi volumi in cima alle classifiche delle vendite. L'adattamento anime è stato invece premiato come migliore serie televisiva del 2012 al festival Tokyo Anime Award 2013. Richard Eisenbeis di Kotaku ha descritto l'anime come la serie più intelligente degli ultimi anni, lodando la sua profonda visione degli aspetti psicologici della psiche umana in un mondo virtuale, il suo punto di vista sociologico sulla creazione di un'economia e una società realistiche nell'ambientazione di un gioco massively multiplayer online, e l'abilità del personale di scrittura nel destreggiarsi tra la vasta gamma dei generi trattati. Eisenbeis ha anche sottolineato in particolare come la storia d'amore tra Kirito e Asuna progredisca definendo "cosa sia esattamente l'amore in un mondo virtuale". Tuttavia, al momento di questa recensione preliminare, Eisenbeis aveva visto solo i primi dodici episodi della serie. Nella sua recensione della seconda metà dell'anime, egli ha lodato invece l'eccellente utilizzo dei colpi di scena e l'antagonista ben ideato e credibile. Eppure ha ritenuto che alcuni aspetti positivi iniziali della serie fossero andati perduti nel corso delle puntate, come ad esempio l'attenzione per le ripercussioni psicologiche e i rapporti sociali che potrebbero apparire in maniera realistica in un gioco online. Eisenbeis ha anche criticato la decisione di trasformare Asuna in una damigella in pericolo, affermando che in questo modo una protagonista femminile forte quanto lei "è stata ridotta a nient'altro che l'oggetto di una missione a cui il protagonista sta mirando". Ha poi concluso la sua recensione dicendo che le due metà della serie "risultano tuttavia entrambe piacevoli per quello che sono".
Rebecca Silverman di Anime News Network ha criticato la serie per il ritmo e "la sceneggiatura priva di cura", mentre Theron Martin ha espresso il suo giudizio negativo sull'incapacità dell'autore sia di "raggiungere e fissare il livello di gravitas che il pericolo di vita-o-morte dovrebbe avere", che di far effettivamente apparire Kirito "come un 'lupo solitario' che non esita ad aiutare chi è in difficoltà ma che generalmente preferisce stare da solo". Steve di DeviceCritique ha invece spiegato che Sword Art Online spinge il mercato delle realtà virtuali a crescere, indicando l'Oculus Rift come un primo esempio di punto di partenza; egli ha poi lodato la serie anche per aver esplorato gli aspetti psicologici e sociali di un'eventuale realtà virtuale videoludica. Adam Facey di The Muse ha criticato in particolar modo la serie per essere sessista e per aver reso i personaggi femminili eccessivamente sessualizzati. Manuel Crispo di Everyeye.it citò Sword Art Online come una delle migliori serie anime tratte dalle light novel. La guida Kono light novel ga sugoi! ha elencato Sword Art Online come la serie di light novel del decennio 2011-2019.
IGN ha elencato Sword Art Online come uno dei migliori anime degli anni 2010, considerandolo l'anime che ha acceso la scintilla del genere di tendenza degli isekai negli anni 2010, sebbene non fosse la serie più coerente tra quelle esistenti, ma quando arrivava al suo apice si mostrava degno di essere considerato tra i migliori, in particolar modo nell'arco narrativo di Mother's Rosario. L'autore, tuttavia, non considera l'opera un isekai.
Tra il 23 novembre 2020 e il 23 maggio 2021, la serie di light novel ha venduto un totale estimato di 177 732 copie, arrivando al decimo posto nelle classifiche.